# Moorella mulderi
Moorella mulderi è una specie di batterio appartenente alla famiglia delle Thermoanaerobacteriaceae.